# خطاب الوضع
خطاب الوضع أو الخطاب الوضعي في أصول الفقه هو: ما استفيد بواسطة نصب الشارع علماً معرفا لحكمه، أو هو: خطاب الشارع المتعلق بفعل المكلف لا على جهة الاقتضاء أو التخيير. كالصحة والبطلان، ونصب الأسباب والشروط والموانع، وكون الفعل قضاء أو أداء، أو رخصة أو عزيمة. ويسمى وضعيا: لأنه وضع ليكون سببا أو شرطا أو مانعا، بالنسبة لما هو متعلق به، مثل: قول الله تعالى: ﴿فمن شهد منكم الشهر فليصمه﴾ فالأمر بالصيام: خطاب تكليفي، وكون فرض الصيام متعلقا برؤية الهلال: خطاب وضعي.

## الحكم الشرعي
الحكم الشرعي هو: «خطاب الشرع المتعلق بالمكلف، اقتضاء أو تخييرا أو وضعا». والشرع: «ماشرعه الله على لسان نبيه من أحكام». فالحكم الشرعي هو: «ما اقتضى الشرع فعله أو تركه أو التخيير بين الفعل والترك، وما وضعه الشرع متعلقا بحكم شرعي». والحكم الشرعي إما أن يكون من قبيل الاقتصاء، أو التخيير، أو الوضع، فهو ثلاثة أقسام، لكن يدخل التخيير ضمن الاقتضاء فيكون له قسمان هما: (الاقتضاء والوضع)، فالاقتضاء هو: الحكم التكليفي، والوضع هو: الحكم الوضعي، والمقصود بالحكم الوضعي في أصول الفقه: ما وضعه الشرع متعلقا بحكم، مثل: وضع المواقيت المتعلقة بالعبادة.

### تقسيم الحكم الشرعي
قسم العلماء الحكم الشرعي إلى قسمين أساسيين أحدهما: الحكم التكليفي وهو: «ما اقتضى الشرع فعله، أو تركه، أو التخيير بين الفعل والترك» ويسمى: «تكليفيا»؛ لتعلقه بالمكلف، وتمييزا له عما هو من قبيل الوضع. وللحكم التكليفي، خمسة أقسام أساسية، وتدخل فيها باقي الأقسام الفرعية، فما اقتضى الشرع فعله على وجه الإلزام هو الفرض، وما اقتضى الشرع فعله لا على وجه الإلزام هو: المندوب. وما اقتضى الشرع تركه على وجه الإلزام هو: الحرام، أو لا على وجه الإلزام وهو: المكروه كراهة تنزيه، وما اقتضى الشرع التخيير بين فعله وبين تركه وهو: المباح، ومعنى التخيير: استواء الفعل والترك. وتدخل ضمن هذه الأحكام، أحكام أخرى، مثل؛ دخول (خلاف الأولى) ضمن المكروه.

### القسم الثاني
القسم الثاني من قسمي الأحكام الشرعية وهو: ما يرجع إلى خطاب الوضع في مقابل خطاب التكليف وهو: أنواع النوع الأول: في الأسباب، والنوع الثاني: في الشروط، والنوع الثالث: في الموانع، والنوع الرابع: في الصحة والبطلان، والنوع الخامس: في العزائم والرخص.
قال الشاطبي: القسم الثاني من قسمي الأحكام وهو يرجع إلى خطاب الوضع، وهو ينحصر في الأسباب والشروط والموانع، والصحة والبطلان، والعزائم والرخص، فهذه خمسة أنواع. قال الشاطبي: الأفعال الواقعة في الوجود المقتضية لأمور تشرع لأجلها أو توضع فتقتضيها على الجملة ضربان: أحدهما: خارج عن مقدور المكلف، والآخر: ما يصح دخوله تحت مقدوره، فالأول قد يكون سببا، ويكون شرطا، ويكون مانعا. فالسبب مثل: الاضطرار فإنه يكون سببا في إباحة الميتة، وخوف العنت فإنه يكون سببا في إباحة نكاح الإماء، وزوال الشمس أو غروبها أو طلوع الفجر فإنه يكون سببا في إيجاب تلك الصلوات في تلك الأوقات المحددة لها، ونحو ذلك من الأسباب التي هي مما هو خارج عن مقدور المكلف. والشرط: مثل كون الحول شرطا في إيجاب الزكاة، والبلوغ شرطا في التكليف مطلقاً، والقدرة على التسليم شرطا في صحة البيع، والرشد شرطا في دفع مال اليتيم إليه، وإرسال الرسل شرطا في الثواب والعقاب، وما كان نحو ذلك من الشروط التي هي مما ليس بمقدور المكلف. والمانع: مثل الحيض من حيث أنه يكون مانعا من الوطء حال الحيض، وكونه مانعا من الطواف بالبيت، ووكونه مانعا من وجوب الصلوات وأداء الصيام، وكون الجنون مانعا من القيام بالعبادات وإطلاق التصرفات، وما أشبه ذلك من الموانع مما ليس بمقدور المكلف، بمعنى: أن غروب الشمس أو حلول الحول مثلا: مما لا يدخل تحت مقدور المكلف.
وأما الضرب الثاني وهو ما يصح دخوله تحت مقدور المكلف: فله نظران الأول: من حيث هو مما يدخل تحت خطاب التكليف، -سواء كان مأمورا به أو منهيا عنه أو مأذونا فيه- من جهة اقتضائه للمصالح أو المفاسد جلبا أو دفعا، مثل البيع والشراء للانتفاع، قال الله تعالى: ﴿وأحل الله البيع وحرم الربا..﴾، فاقتضاء جلب المصلحة من حيث أن الله أحل البيع من أجل انتفاع الناس، واقتضاء دفع المفسدة في تحريم الربا. وأيضا مثل النكاح للنسل، والانقياد للطاعة لحصول الفوز، وما أشبه ذلك.
والنظر الثاني: من جهة ما يدخل تحت خطاب الوضع إما سببا أو شرطا أو مانعا. أما السبب: فمثل كون النكاح سببا في حصول التوارث بين الزوجين وتحريم المصاهرة وحلية الاستمتاع، والذكاة سببا لحلية الانتفاع بالأكل، والسفر سببا في إباحة القصر والفطر، والقتل والجرح سببا للقصاص، والزنى وشرب الخمر والسرقة والقذف أسبابا لحصول تلك العقوبات، وغير ذلك فهذه الأمور وضعت أسبابا لشرعية تلك المسببات. وأما الشرط: فمثل كون النكاح شرطا في وقوع الطلاق أو في حل مراجعة المطلقة ثلاثا، وكون الإحصان شرطا في رجم الزاني، وكون الطهارة شرطا في صحة الصلاة، والنية شرطا في صحة العبادات ونحو ذلك، فهذه الأمور ليست بأسباب، ولكنها شروط معتبرة في صحة تلك المقتضيات.
وأما المانع فككون نكاح الأخت مانعا من نكاح الأخرى؛ لتحريم الجمع بين المرأة وأختها، وكون نكاح المرأة مانعا من نكاح عمتها وخالتها، وكون الإيمان مانعا من القصاص للكافر، والكفر مانعا من قبول الطاعات، وأشباه ذلك. ذكره الشاطبي وقال: وقد يجتمع في الأمر الواحد أن يكون سببا وشرطا ومانعا كالإيمان هو سبب في الثواب، وشرط في وجوب الطاعات أو في صحتها، ومانع من القصاص منه للكافر، وأمثلة ذلك كثيرة غير أن هذه الأمور الثلاثة لا تجتمع للشيء الواحد، فإذا وقع سببا لحكم شرعي فلا يكون شرطا فيه نفسه ولا مانعا له؛ لما في ذلك من التدافع، وإنما يكون سببا لحكم وشرطا لآخر ومانعا لآخر، ولا يصح اجتماعها على الحكم الواحد، ولا اجتماع اثنين منها من جهة واحدة، كما لا يصح ذلك في أحكام خطاب التكليف.

## تعريف الخطاب الوضعي
الخطاب في علم الأصول هو: خطاب الله تعالى المنزل على نبيه صلى الله عليه وسلم، بطريق الوحي، المتوجه نحو المكلف ليفهمه. مثل: قول الله تعالى: ياأيها الناس، أو ياأيها الذين آمنوا. وينقسم الخطاب بالنسبة لما هو من الأحكام الشرعية العملية المتعلقة بأفعال المكلفين؛ إلى قسمين هما:
1. خطاب تكليفي؛ وهو: ما يتعلق بالمكلف من الأحكام، الأمر والنهي والإباحة، مثل: قول الله تعالى: 《واقيموا الصلاة آتوا الزكاة》.
2. خطاب الوضع؛ وهو: ما وضعه الشرع متعلقا بغيرة. بمعنى: أنه ليس خطاباً تكليفيا، بل هو متعلق به مثل: مواقيت الصلاة؛ فإنها تتعلق بالصلاة، باعتبار أن الشرع وضع هذه المواقيت مرتبطة بالصلاة، ومتعلقة بها.

## أحكام خطاب الوضع
يتضمن خطاب الوضع:
1. الحكم على الوصف المعين بكونه سببا؛ مثل: الحنث في اليمين فإنه سبب لوجوب الكفارة.
2. الحكم على الوصف المعين بكونه مانعا؛ مثل: الدين فانه مانع من وجوب الزكاة، فموجب الزكاة هو النصاب، فمن ملك نصابا وجبت عليه الزكاة، لكن مع هذا إن كان عليه دين ثابت، متعلق بماله الذي وجبت فيه الزكاة فإذا أخرجها بقي مطالبا بالدين؛ فيكون الدين مانعا من الوجوب في هذه الحالة.
3. الحكم على الوصف المعين بكونه شرطا؛ مثل: دخول الوقت فإنه شرط لوجوب الصلاة.
4. الحكم على الوصف المعين بكونه صحيحا أو باطلا؛ الصحة والبطلان
5. الحكم على الوصف المعين بكونه رخصة أو عزيمة. مثل: صلاة الظهر فهي فرض عين على المكلف المقيم، أربع ركعات؛ فإنها عزيمة. وللمسافر أن يصليها مقصورة في السفر، عند توفر شروط القصر، وقصر هذه الصلاة في السفر يسمى: رخصة.

## الصحيح والباطل
الصحيح هو: ما وافق الشرع، وتوفرت فيه شروط الصحة. والباطل هو: ما خالف الشرع، ولم تتوفر فيه شروط الصحة. ويكون حكم الصحة والبطلان في العبادات والمعاملات وما يدخل في ذلك.

## الرخصة والعزيمة
نوعان متقابلان من أنواع الحكم الشرعي، وهما وصفان للحكم، يدخلان ضمن خطاب الوضع.
1. العزيمة: «ما ثبت بدليل شرعي خال عن معارض». راجح.
2. الرخصة: «ما ثبت على خلاف دليل شرعي لمعارض راجح» أو «ثبوت حكم لحالة تقتضيه مخالفة مقتضي دليل يعمها».